# Jimmie the Porter
Jimmie the Porter è un cortometraggio muto del 1914 diretto da Norval MacGregor.

## Trama
Travestito da facchino negro per poter avvicinare la sua ragazza, la bella Erma, figlia del severo e vecchio Duncan, Jimmie viene scoperto quando il nero con cui si è dipinto la faccia lascia le sue tracce sulla guancia e sulle labbra di Erma. Il vecchio Duncan, pur se scandalizzato, alla fine benedice i due giovani.

## Produzione
Il film fu prodotto dalla Selig Polyscope Company.

## Distribuzione
Distribuito dalla General Film Company, il film - un cortometraggio di 150 metri - uscì nelle sale cinematografiche statunitensi il 9 ottobre 1914. Nelle proiezioni, veniva programmato con il sistema dello split reel, accorpato in un'unica bobina con un altro cortometraggio prodotto dalla Selig, il cartoon Doc Yak's Bottle.